# Intercommunalisme
L'intercommunalisme est une idéologie développée par Huey P. Newton et adoptée par la section d'Oakland du Black Panther Party après que celui-ci se soit détourné du nationalisme révolutionnaire en 1970. Les intercommunalistes croient que la plupart des formes de nationalisme sont obsolètes, parce que les sociétés internationales et les États impérialistes technologiquement avancés ont réduit la plupart des nations à une série de communautés qui existent pour approvisionner un centre impérial, une situation appelée intercommunalisme réactionnaire. Ils pensent également que cette situation peut être transformée en intercommunalisme révolutionnaire et finalement en communisme si les communautés sont capables de relier les « zones libérées » ensemble dans un front uni contre l'impérialisme. L'intercommunalisme est un aspect moins connu de l'héritage des Panthers car une grande partie de son développement a eu lieu au plus fort de la suppression du parti et de sa réorientation vers des programmes de survie.

## Développement
Lors de la fondation du Black Panther Party for Self-Defense en 1966, l'idéologie déclarée du parti est le nationalisme noir influencé par le travail de Malcolm X. Selon Newton, des Panthers ont constaté que d'autres peuples avaient obtenu des gains matériels en formant des nations et ont donc développé des perspectives nationalistes.
Cependant, les confrontations avec l'État américain ont conduit à la conviction que le nationalisme séparatiste au sein des États-Unis serait impossible sans une attaque sur plusieurs fronts contre la police et l'armée américaines. Le parti a adopté une idéologie nationaliste révolutionnaire et a cherché à se joindre aux autres luttes décoloniales et s'est qualifiée de « colonie dispersée » en raison de son absence de concentration géographique.
Selon Newton, les principes fondamentaux l'intercommunalisme lui sont venus alors qu'il travaillait sur une lettre au Parti communiste du Vietnam. Il estimait qu'il y avait une contradiction inhérente au fait de soutenir le nationalisme révolutionnaire du peuple vietnamien, tout en rejetant le nationalisme des autres groupes du Black Power. Newton estimait que se dire internationaliste et critique du nationalisme américain tout en soutenant le nationalisme vietnamien était à la fois contradictoire et condescendant envers les Vietnamiens. Bien que Newton ait fini par envoyer la lettre (ce qui a nui aux relations du Parti avec les groupes nationalistes noirs), il en est resté mécontent pendant des mois et a développé la théorie de l'intercommunalisme en réponse aux problèmes soulevé. À partir de ce moment, Newton soutient que le nationalisme et l'internationalisme sont obsolètes en raison de l'hégémonie américaine. Ce changement de perspective est rendu public dans un discours au Boston College le 18 novembre 1970.
La théorie de l'intercommunalisme manifeste également le besoin de Newton de se réaffirmer au sein du parti après des années d'emprisonnement. Il a été suggéré qu'une grande partie du changement de direction de la section d'Oakland était liée au besoin perçu de distancer le parti d'Eldridge Cleaver et de sa stratégie de construction d'alliances dans le contexte de la guerre froide en Asie pour préparer une guérilla à travers l'Amérique du Nord.

## Théorie

### Matérialisme dialectique
L'intercommunalisme est une idéologie matérialiste dialectique. Newton a tenté d'étirer et de redéfinir le terme dans un nouveau contexte colonial d'une manière similaire à Frantz Fanon. Il est également opposé au matérialisme historique, le considérantt comme dogmatique ou mécanique dans son application de la dialectique. Newton est particulièrement en désaccord avec l'idée que le prolétariat serait le seul agent révolutionnaire, car il a continué à croire au potentiel révolutionnaire du lumpenprolétariat.
Newton considère que l'intercommunalisme se situe dans la tradition du matérialisme de Karl Marx, mais pas comme une idéologie nécessairement marxiste. Newton estime que de nombreux marxistes « chérissent les conclusions auxquelles Marx est parvenu par sa méthode, mais ils se débarrassent de la méthode elle-même - se laissant dans une position totalement statique. C'est pourquoi la plupart des marxistes sont réellement des matérialistes historiques : ils se tournent vers le passé pour obtenir des réponses pour l'avenir, et cela ne fonctionne pas ».

### Intercommunalisme réactionnaire
Newton pensait que l'impérialisme a évolué vers un stade d'intercommunalisme réactionnaire. L'intercommunalisme réactionnaire se caractérise par le développement d'une minuscule communauté d'élites ayant le monopole de la technologie et du pouvoir étatique au sein d'un seul empire hégémonique (actuellement les États-Unis).
Le monopole du cercle dirigeant sur la technologie et l'éducation est important pour le maintien de l'intercommunalisme réactionnaire, car il empêche les communautés du reste du monde de satisfaire leurs besoins matériels indépendamment du centre, les laissant dépendantes de l'Empire pour leur avancement. Le cercle dirigeant utilise la « cooptation pacifique » plus souvent que l'invasion militaire pour renforcer ses objectifs.
Selon cette perspective, l'intercommunalisme réactionnaire ne permet aucune souveraineté nationale indépendante, les communautés étant asservies à des petits groupes d'intérêts dans le cadre de la superstructure capitaliste auxquelles elles appartiennent toutes,,.Newton affirmait que si on le laissait continuer, l'intercommunalisme réactionnaire ferait entrer de plus en plus de la population mondiale dans le lumpenprolétariat, y compris les travailleurs blancs. Cependant, il n'estimait pas que cela mettra fin au racisme, travailleurs blancs rejetant de plus en plus la responsabilité de leur exploitation sur les minorités, en particulier sur le tiers monde de plus en plus prolétarisé.

### Intercommunalisme révolutionnaire
Les intercommunalistes pensent que l'intercommunalisme révolutionnaire se développera lorsque les communautés seront en mesure de briser le monopole technologique du centre. Grâce à la technologie, les communautés seraient en mesure de résoudre les contradictions matérielles et de « développer une culture essentiellement humaine ». Même si les Panthers ont désavoué l'État-nation comme forme viable de lutte politique révolutionnaire, ils ont continué à soutenir les pays socialistes d'État comme la Chine, le Nord-Vietnam et la Corée du Nord contre l'impérialisme américain. En effet, ils étaient considérés comme l'avant-garde de l'intercommunalisme révolutionnaire amenés à libérer des territoires et à établir des gouvernements provisoires avant le tournant mondial vers l'intercommunalisme révolutionnaire. Cependant, ces États pouvaient toujours être cooptés dans l'intercommunalisme réactionnaire par l'introduction des marchés occidentaux.
Si le parti a abandonné le nationalisme noir, il a continué à défendre l’idée que les Noirs américains joueront un rôle particulier dans la lutte pour l'intercommunalisme révolutionnaire. En raison de la traite atlantique des esclaves, Newton pensait que les Noirs américains étaient les « premiers vrais internationalistes », en raison de leur origine culturelle mixte et de leur grande dispersion au sein de diverses communautés. Comme il pensait que les Noirs américains constituaient une force importante pour la révolution aux États-Unis, et que la destruction des États-Unis semblait être une condition préalable à la révolution mondiale, les Panthers ont continué à présenter les Noirs américains comme « l'avant-garde de la révolution mondiale ».